# Hans-Jürgen Bareiss

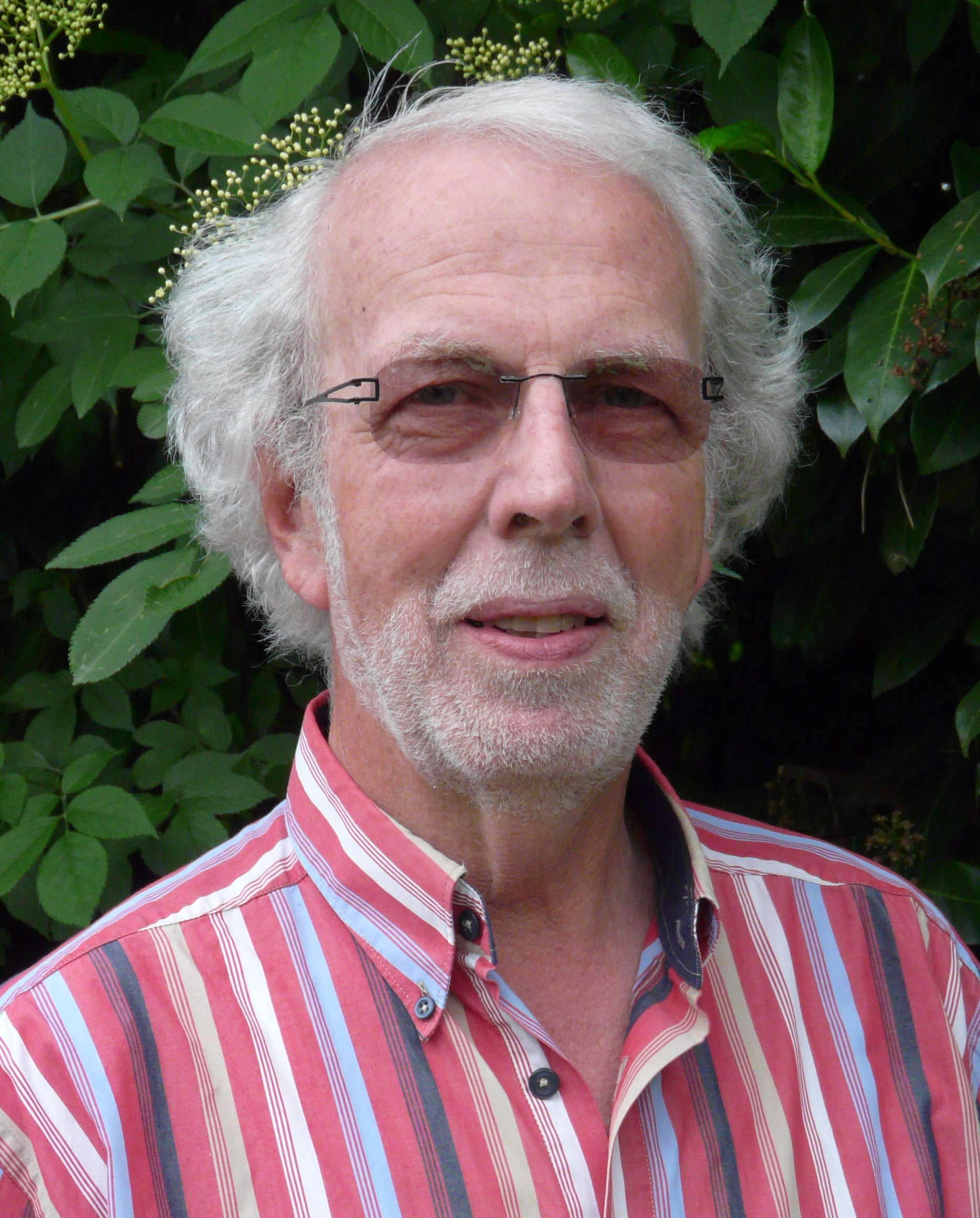
Hans-Jürgen Bareiss (2013)

Hans-Jürgen Bareiss (* 22. Juni 1942 in Stuttgart) ist ein deutscher Pädagoge, Therapeut, Liederautor und -komponist.

## Leben
Bareiss studierte Pädagogik und als Grundlagenfach Psychologie in Reutlingen. Seine auf das Lehramt bezogenen Hauptfächer waren Musik und Deutsch. Nach mehrjähriger Tätigkeit als Lehrer an einer Realschule und nebenberuflichen Aktivitäten als Musiker und Chorleiter studierte er in Heidelberg Erziehungswissenschaft und Sonderpädagogik in der Fachrichtung Hör- und Sprachgeschädigtenpädagogik. Er war ab 1971 als Sonderschullehrer, Sprachtherapeut, Musik- und Rhythmiklehrer bzw. -therapeut mit entsprechender Zusatzausbildung sowie als Leiter eines privaten Kinder- und Jugendchors mit Band in Heidelberg tätig. Außerdem übernahm er für zwei Jahrzehnte eine Ausbildungsfunktion für Studierende der Sonderpädagogik (Pädagogische Hochschule Heidelberg). Hierbei waren seine Schwerpunkte die Entwicklung und Vermittlung ganzheitlicher pädagogisch-therapeutischer Konzepte für die Arbeit mit sprachlich beeinträchtigten Kindern und Jugendlichen, insbesondere die rhythmisch-musikalische Erziehung bzw. die Therapie mit Musik und Bewegung (Musiktherapie). Das weitere nebenberufliche Studium der Erziehungswissenschaft mit Erarbeitung einer umfassenden Darstellung der therapeutischen Dimensionen des Fachs Rhythmik schloss er 1978 als Diplom-Pädagoge ab. Er war regelmäßig Referent im Fachbereich Musik und Rhythmik im Rahmen der sonderpädagogischen Weiterbildungen des Landes Baden-Württemberg. Nach dem Aufbau einer Frühfördereinrichtung entstand im Zug seiner rhythmisch-musikalischen Arbeit an der Sprachheilschule Heidelberg eine Sammlung vieler eigener Lieder. Diese wurden im Jahr 1992 veröffentlicht. Es folgten psychotherapeutische Ausbildungen (Körperpsychotherapie und Systemische Psychotherapie). In diesem Zusammenhang befasste er sich auch mit dem Thema Tiergestützte Pädagogik und Therapie. Als ausgebildeter Reittherapeut entwickelte er das ganzheitliche pädagogisch-therapeutische Modell „TMPI – Therapeutische-Mensch-Pferd-Interaktion“.
Als Instrumentalist spielte er Posaune in einem Sinfonieorchester und in Jazzbands, als Chorleiter Piano und Keyboards und aktuell Saxophon im Duo mit Flamencogitarre.
Seit 2007 lebt Bareiss mit seiner Frau auf der Halbinsel Höri am Bodensee. Er hat vier erwachsene Kinder.

## Werke

### PULSSCHLAG – Ein rhythmisches Liederbuch
- Hans-Jürgen Bareiss: Pulsschlag – ein rhythmisches Liederbuch. Mit Illustrationen von Helga Dickmann-Kloss. Gustav Bosse Verlag Regensburg 1992. Chorbuch mit 63 Liedern, ein- oder mehrstimmig. Anhang mit Anregungen für die Praxis: u. a. Tanz- und Interaktionsspiele, Instrumentalsätze. 105 S., ISBN 3-7649-2450-0.
- CD zum Buch – 20 Lieder mit dem Chor ROTer KEHLCHEN und vielen Instrumenten (Arrangements von Hans-Jürgen Bareiss)
- MC zum Buch – 20 Lieder – Instrumentalversion

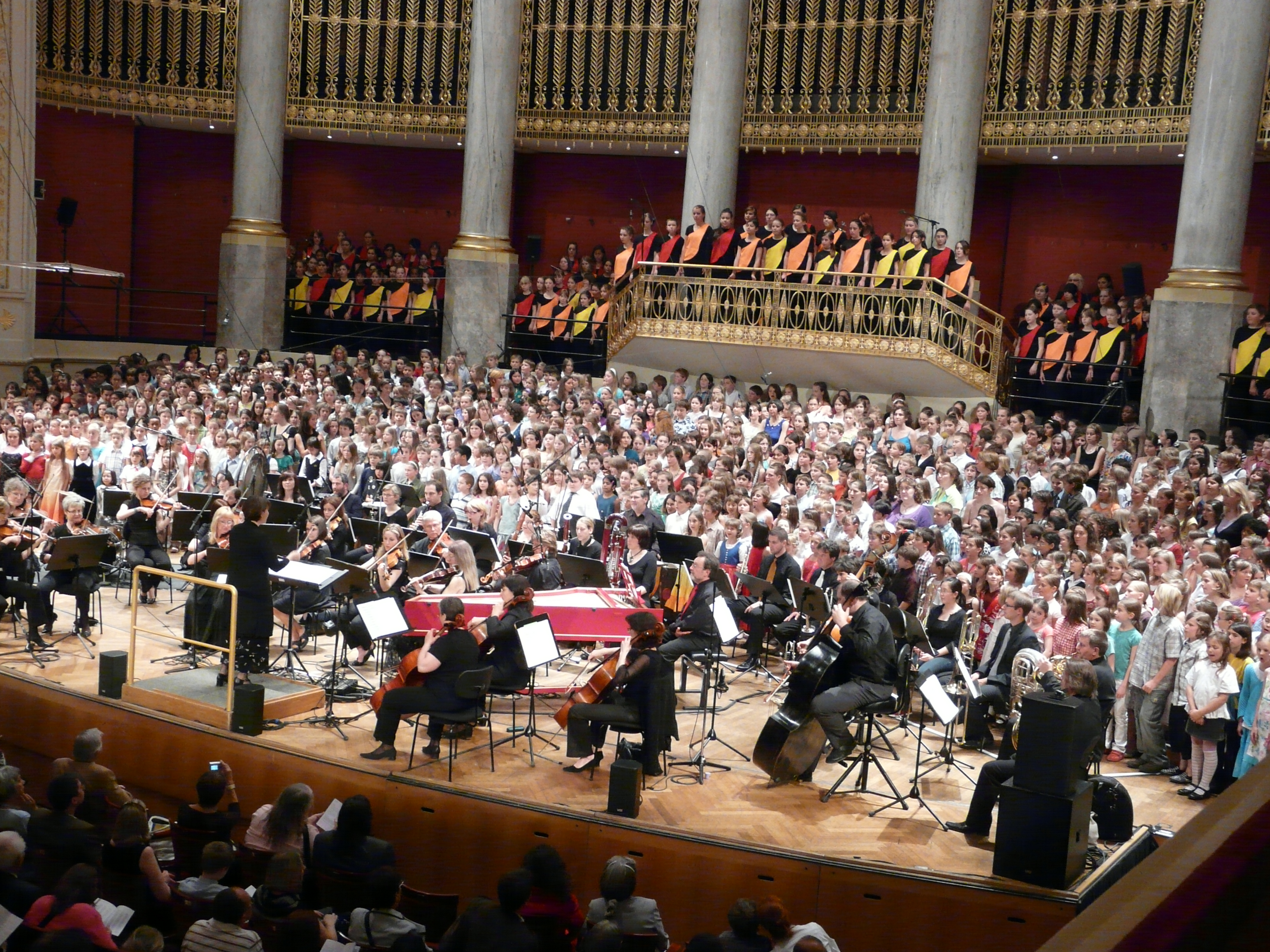
Aufführung des Liedes „Winterpracht“ in Wien (2009)

#### Charakteristik der Lieder
Die 63 Lieder sind aus der Arbeit mit Kindern und Jugendlichen im Rahmen der Rhythmisch-musikalischen Erziehung (Rhythmik und Chorarbeit) entstanden. Das ausgeprägte rhythmische Element der Lieder ist dargestellt durch ein eigenes Notations-System, das neben den Akkordsymbolen und teilweise auch eigenen Melodien für Vor- und Zwischenspiele als Grundlage für die instrumentale Begleitung dient. Das rhythmische Liederbuch gibt viele Hinweise für die Weiterführung der Lieder zu Bewegungs-, Tanz- und Interaktionsspielen. Die Idee, die den Liedern zugrunde liegt, ist das Ansprechen „innerer Schichten“ durch Texte und musikalische Elemente, die unmittelbare Identifikation und Gemeinschaftserleben möglich machen. Die Sammlung bietet Liedmaterial für den vorschulischen, Primar- und Sekundarbereich – und auch für Erwachsene. Die bekannte Musikpädagogin Margrit Küntzel-Hansen schrieb in ihrer Rezension: „Die Liedersammlung zeichnet sich aus durch eine besonders breite Palette von Liedern, zum Teil mehrstimmig, zum Teil als Kanon, zum Teil mit ausführlichen Ausarbeitungen im Anhang oder auch mit meisterlich gemachten Sounds auf Kassette und CD, durch auffallende Rhyhmisierung, durch Texte voller Spaß, Zündstoff, Nachdenklichkeit und Schönheit.“ Die Liedtitel und Themenkreise können unter dem Weblink zum Bosse-Verlag eingesehen werden (siehe unten).

#### Verbreitung der Lieder
- Aufführungen, Bearbeitungen, Übernahme in Werksammlungen

PULSSCHLAG-Lieder werden in Schulen, Kindergärten, Kinder-, Jugend- und Erwachsenenchören im gesamten deutschsprachigen Raum (und darüber hinaus) gesungen. Auch Rundfunksender haben sie aufgegriffen, z. B. im Rahmen des ARD-Liederprojekts mit dem MDR-Kinderchor 2012 in einer Sendung, die dem Lied „Zarter Mohn“ („Heute kam ein Sommerbote“) gewidmet war (siehe Weblink ardmediathek.de). In vielen öffentlichen Konzerten gehören PULSSCHLAG-Lieder zum Programm. z. B.: Das Lied „Winterpracht“ beim Festlichen Singen 2009 im Konzerthaus und im Stephansdom Wien unter dem Motto „Die Jahreszeiten für Kinder – zu Ehren des Komponisten Joseph Haydn“ – dargeboten von fast tausend jungen Stimmen und einem Sinfonieorchester (siehe Bild).
In einer Vielzahl von Lieder- und Chorbüchern, Sammlungen von Unterrichtsmaterialien, Zeitschriften-Artikeln mit Aufführungsbeispielen und auch in CD-Einspielungen sind PULSSCHLAG-Lieder zu finden. Einige wurden mit neuen mehrstimmigen Sätzen bzw. mit Klaviersätzen ergänzt.

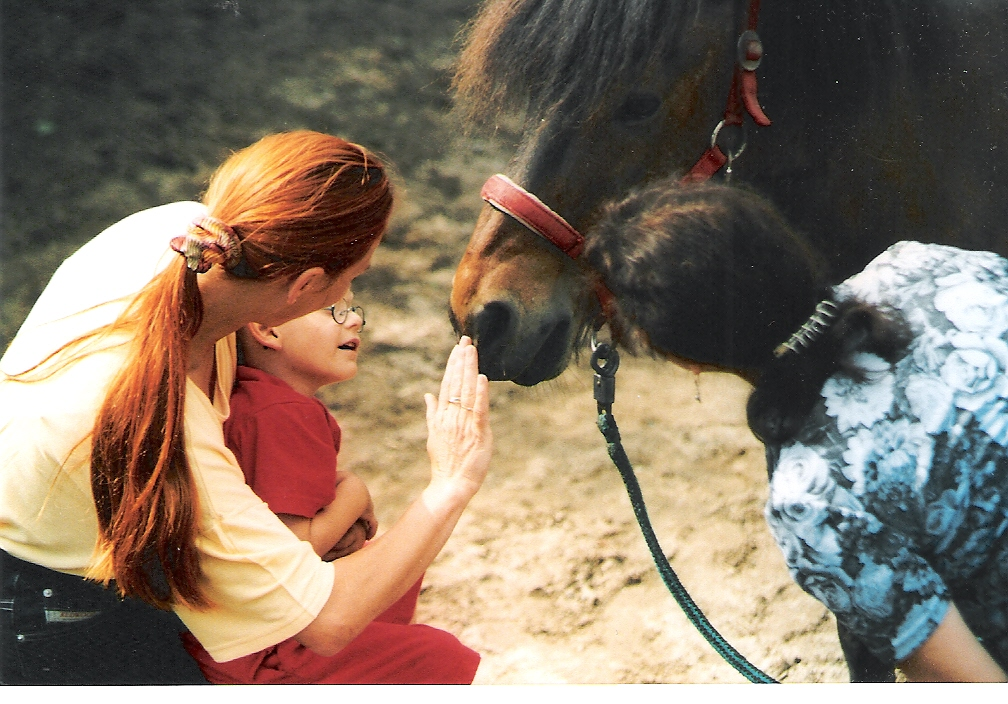
Therapeutische Mensch-Pferd-Interaktion

### TMPI – Therapeutische Mensch-Pferd-Interaktion
- Bareiss, Hans-Jürgen: Die Modelle „Therapeutisches Reiten“ und „Therapeutische Mensch-Pferd-Interaktion“ als Spiegel gesellschaftlicher Polaritäten und Wandlungen. In: Deutsches Kuratorium für Therapeutisches Reiten: Freiheit erfahren – Grenzen erkennen. Über die Integration von Polaritäten mit Hilfe des Pferdes. Tagungsband zur 3. Internationalen Fachtagung „Die Arbeit mit dem Pferd in Psychiatrie und Psychotherapie“ in Haar bei München im Oktober 1995, S. 191–214, Warendorf 1996
- Bareiss, Hans-Jürgen: Therapeutische Mensch-Pferd-Interaktion (TMPI) – Grundzüge eines ganzheitlichen und mehrdimensionalen Strukturmodells. In: Praxis der Psychomotorik, 21. Jg., Heft 2, Dortmund 1996, S. 93–99
- Bareiss, Hans-Jürgen: Wer ist Anna? – Konsequenz ganzheitlichen Denkens in der Therapeutischen Mensch-Pferd-Interaktion – Das Modell TMPI. In: Krankengymnastik. Zeitschrift für Physiotherapeuten, Teil 1 in Heft 5 (Schwerpunkt Hippotherapie), S. 755–766, Teil 2 in Heft 6 (Schwerpunkt Körper-Psychotherapie), S. 975–984. München 1997

#### Charakteristik des Modells TMPI – Therapeutische Mensch-Pferd-Interaktion
TMPI ist ein klientzentrierter ganzheitlich-systemischer Ansatz für die pädagogische und therapeutische Arbeit mit Mensch und Pferd. Dieser liefert ein differenziertes – für die Weiterentwicklung offenes – Strukturmodell des Arbeitsbereichs. Im Zentrum steht der Beziehungsaspekt und die Fülle der Interaktionsformen und -dimensionen. Das im Interaktionsgeschehen Mensch-Pferd sich ereignende Erleben und dessen Impulse für persönliches Wachstum und Entwicklung werden zum entscheidenden Punkt der Förderung und Therapie. Das Reiten steht dabei nicht im Vordergrund. Es ist lediglich eine von vielen Möglichkeiten des ganzheitlichen Lernens mit dem Interaktionspartner Pferd, das hier in einer „face-to-face-Beziehung“ als Partner bzw. Co-Therapeut gesehen wird. Der Autor stellte das Modell TMPI der gängigen Definition und Begrifflichkeit im Bereich „Therapeutisches Reiten“ gegenüber und gab Anregungen für eine Weiterentwicklung der theoretischen Grundlagen des Arbeitsfelds unter sozialwissenschaftlichen und interdisziplinären Aspekten.

#### Umsetzung des Modells
Das Modell TMPI wurde zur Grundlage der Fachausbildung (z. B. Arbeitsgemeinschaft Reiten und Therapie e.V. sowie Sozialpädagogisches Bildungswerk Münster) und dient der Fundierung des
Arbeitsansatzes vieler therapeutischer bzw. pädagogischer Einrichtungen, die Pferde als Interaktionspartner einbeziehen. Es hat Eingang in die Fachliteratur verschiedener Berufsgruppen gefunden.

### Werk-Übernahmen (Auswahl)
Liederbücher, Chorbücher, Schulbücher, Unterrichtsmaterial-Sammlungen, CDs usw.
- Chor aktuell Basis. Chorbuch für Kinder und Jugendliche. Bosse Verlag Kassel 2002, ISBN 978-3-7649-2338-9.
- Der Liederbär. 403 alte und neue Kinderlieder. Illustriert von Charlotte Panowsky. (Vorwort von Christina Rau) Bärenreiter-Verlag Kassel/Basel/London/New York/Prag 2001, ISBN 978-3-7618-7777-7.
- Der Weihnachts-Liederbär. Illustriert von Frauke Bahr. (Vorwort von Eva Luise Köhler) Bärenreiter-Verlag Kassel/Basel/London/New York/Praha 2007, ISBN 978-3-7618-7778-4 Dazu: Der Weihnachts-Liederbär – Klavierausgabe, ISBN 978-3-7618-7779-1.
- Dues, Stefanie et al.: JeKi elementar (Jedem Kind ein Instrument). Grundlagen/Materialien/Ideen. Mit CDs. Schott-Verlag Mainz/London/Berlin usw. 2011.
- Festliches Singen (Konzerthaus und Stephansdom Wien): Die Jahreszeiten für Kinder. CD und Programmheft. Radio Stephansdom & Musik- und Singschule Wien 2009.
- Freiburger Kinderchorbuch. Singt für Gott und die Welt. Carus Freiburg 2008.
- Kommt ein Vogel geflogen. Tierlieder. Reclam-Verlag Stuttgart 2011.
- Kinderlieder – Die schönsten deutschen Kinderlieder, (Liederprojekt mit der ARD) Carus-Verlag Stuttgart 2011. Dazu: Klavierband, CD mit dem MDR-Kinderchor. Siehe unten: Weblinks www.ardmediathek.de
- Kloss, Berthold: 111 Hits für Kids im Chor. Die besten Lieder der bekanntesten Kinderliedermacher in zweistimmigen Bearbeitungen mit Klavierbegleitung. Bosse-Verlag Kassel 2006.
- Kloss, Berthold: 123 Songs für Kids im Chor. Tolle zweistimmige Kinderlieder mit spannender, mittelschwerer Klavierbegleitung. Bosse-Verlag Kassel 2010.
- Lieder im Jahreskreis. 111 Lieder für die Kindergartenzeit. Helbling-Verlag Rum/Innsbruck 2011.
- Marx, Elena: Schnupperkurs. Konzept und Materialien für ein Instrumentenkarussell. Breitkopf & Härtel Wiesbaden/Leipzig/Paris 2005.
- Mikado – Unser Liederbuch für die Grundschule. Ernst Klett Grundschulverlag. Leipzig 2001.
- Murmel & Co. Liederbuch. 144 traditionelle und neue Lieder aus dem Programm musikalische Früherziehung und Klang, Bosse-Verlag Kassel 1997.
- Rondo 9/10. Musikbuch für weiterführende Schulen. Schülerbuch, Lehrerhandbuch, CDs. Mildenberger-Verlag Offenburg o. J.
- Schmitter-Wallenhorst, Brigitte: Kistentöne und Rübengeister. Praxis Grundschule. Rhythmisch-musikalische Wege zur Liedeinführung. In: Praxis Grundschule Heft 5, Westermann-Verlag Braunschweig 2002, S. 16–21.
- Schmitter-Wallenhorst, Brigitte: Winterpracht. Vom bewegten Rhythmus zum Lied. Musikpraxis. Fidula-Verlag. Boppard/Rhein 1999, Heft 4, S. 12 ff.
- Singen im Kindergarten. 111 Lieder mit Gestaltungsideen zum Singen, Spielen, Bewegen. Hrsg. Stiftung „Singen mit Kindern“. Helbling Verlag Rum/Innsbruck, Esslingen 2007.
- Sing mit. Schweizer Singbuch. Unterstufe. Kantonaler Lehrmittelverlag St. Gallen, Rorschach 2011.

### Zur Person
- Jahns, Lisa. Ein Musiker mit Herz für Kinder, In: Südkurier Nr. 136, 15. Juni 2012, S. 20, Konstanz 2012 (siehe Weblink Südkurier).

### Rezensionen zu PULSSCHLAG
- Künzel-Hansen, Margrit: Hans-Jürgen Bareiss. Pulsschlag – ein rhythmisches Liederbuch. In: Musik & Bildung, Heft 1, S. 50, Mainz  (Schott) 1994
- Motsch, Hans-Joachim: Hans-Jürgen Bareiss. Pulsschlag – ein rhythmisches Liederbuch. In: Vierteljahresschrift für Heilpädagogik und ihre Nachbargebiete, Jg. 61, Heft 3, S. 416, Freiburg/Schweiz 1992
- Pachner, Rainer: Hans-Jürgen Bareiss. Pulsschlag – ein rhythmisches Liederbuch. In: Musik und Unterricht, Heft 28, S. 49 f.,(Velber/Klett) Seelze 1994
- Sommer, Antonius: Hans-Jürgen Bareiss. Pulsschlag – ein rhythmisches Liederbuch. In: Rhythmik in der Erziehung, Heft 3, Seelze 1992

### Ausbildung von Reittherapeuten nach TMPI
- Arbeitsgemeinschaft Reiten & Therapie e.V. „Das Modell TMPI – Therapeutische Mensch Pferd Interaktion“ (siehe Weblink zur AGRT)